# Tichosina floridensis
Tichosina floridensis är en armfotingsart som beskrevs av Cooper 1977. Tichosina floridensis ingår i släktet Tichosina och familjen Terebratulidae. Inga underarter finns listade i Catalogue of Life.